# Žlutý kopec
Žlutý kopec (332 m n. m., německy Gelber Berg) je jedno z návrší v centrální kotlině města Brna, jihozápadně až jižně od sousední Kraví hory a západně od historického jádra a hradu Špilberk. Ze západu a jihu je obtékán řekou Svratkou, do jejíhož údolí klesá na západě velmi prudce. Zvedá se severně nad brněnským výstavištěm a v nejvyšším bodě dosahuje výšky 332 m nad mořem. Leží v celku Bobravská vrchovina na okraji České vysočiny, téměř na hranici s Vněkarpatskými sníženinami.

## Historie
V historických záznamech z 14. a 15. století je za Švábkou zmiňována vinice Somerberg či Summerberch (tedy Sommerberg), nejspíše na dnešním Žlutém kopci. Berní kniha roku 1355 zmiňuje vinici zvanou Santperch. V prvním vojenském mapování je kopec pojmenován podobně Sandberg (Písečný vrch) Kopec byl také nazýván etymologicky nevysvětleným názvem Urnberg, přičemž vinice s názvem Uhrnperg je doložena roku 1624, v roce 1343 je však zmiňována vinice Murrnperch nacházející se za Švábkou. Dále je název Urnberg doložen na mapě z roku 1835 a i na první katastrální mapě. Tímto názvem byla nazvána ulice Pod kraví horou (Urnbergasse) a Tomešova, lze se však setkat i s případy, kdy je kopec označován jako Kraví hora. Na název Kraví hora lze též narazit ve vojenských topografických mapách z druhé poloviny 20. století a na státních mapách z téhož období. V současnosti (2024) je však vrchol kopce oficiálně nepojmenován.
Názvem Gelber Berg, tedy Žlutý kopec, je na mapách pojmenováno místo ležící od vrcholu kopce cca 1,1 km jihovýchodně (poblíž onkologického ústavu) a polní tratě pod tímto místem jako Sandbergen a Streitberg. Na vrcholu je viditelný skalní útvar zvaný Helgoland. Pojmenování Žlutý kopec je nejspíše staršího data, snad podle barvy, jelikož v tiscích z druhé poloviny 19. století je používáno spíše popisné označení gelber Berg.
Na Žlutém kopci se nacházel kamenolom označený jako Spielberger steinbruch (Špilberský kamenolom) a pole.
Během obléhání Brna Švédy roku 1645 se na Kraví hoře a Žlutém kopci nacházely šance. Od roku 1655 stálo na obou kopcích několik pracháren (skladišť střeliva), které byly zrušeny v roce 1896, na základě čehož mohl být zrušen i stavební zákaz v oblasti Žlutého kopce a Kraví hory. U skály Helgoland slavili od konce 19. století někteří Němci letní slunovrat, při čemž pálili tzv. slunovratové ohně (Sonnwendfeuer).
Mezi lety 1869 a 1920 byly na východním svahu Žlutého kopce, v blízkosti nynější Tvrdého ulice, vybudovány tři vodojemy, které sloužily do roku 1997.

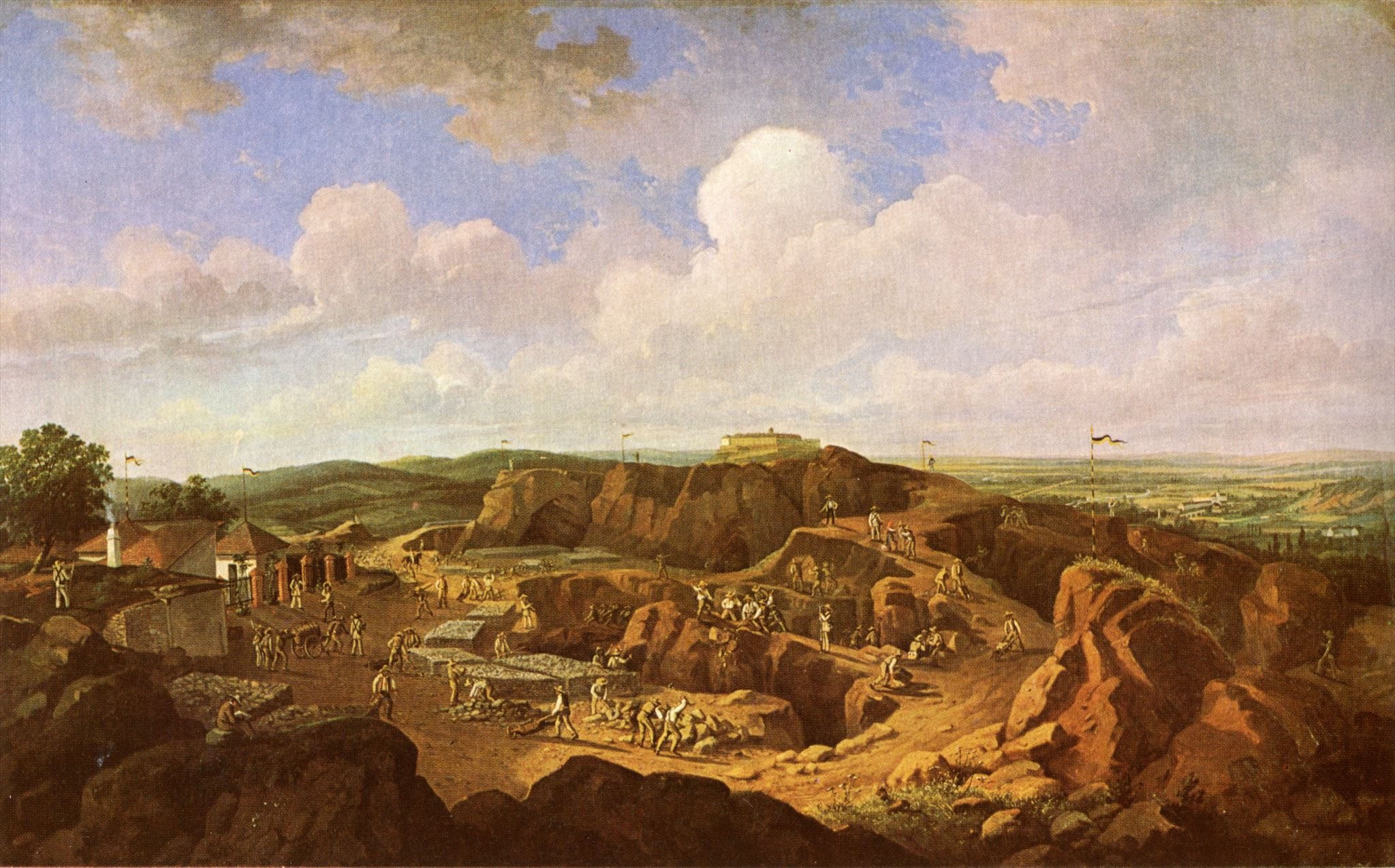
Kamenolom na Žlutém kopci. Malba Josefa Altenkopfa z 2. poloviny 19. století.
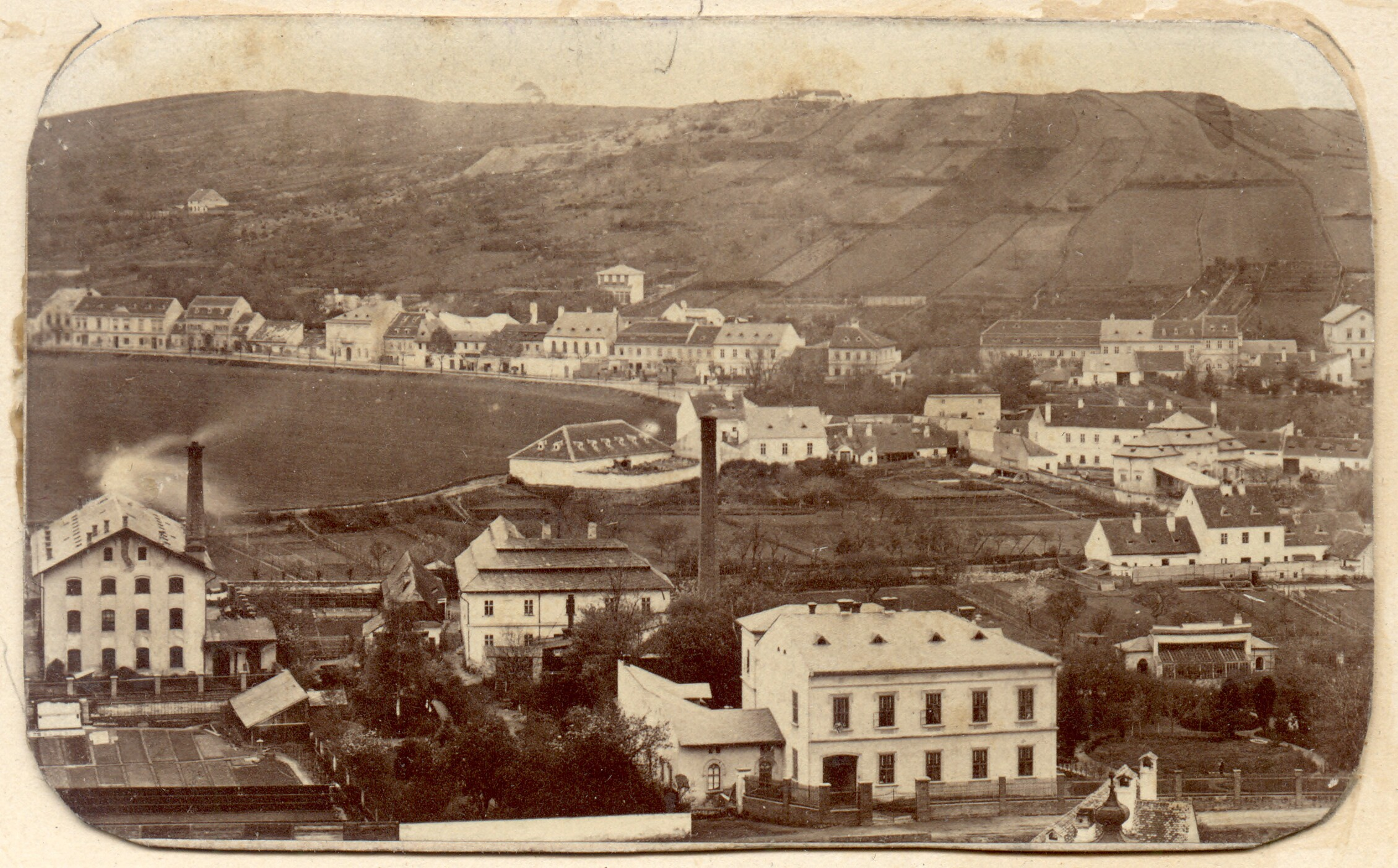
Pohled z Červeného kopce na Žlutý kopec, fotil roku 1866 Josef Homolka.
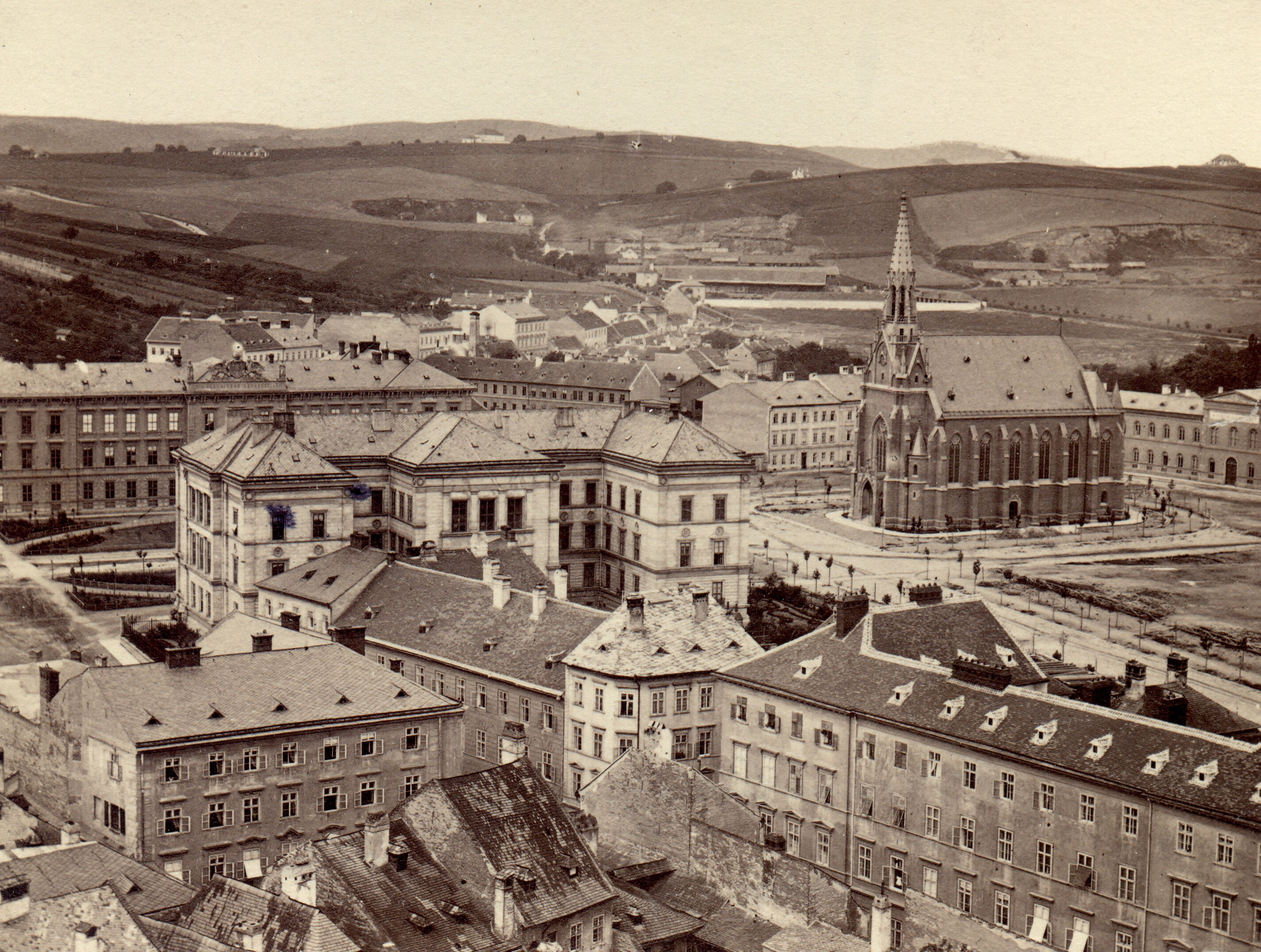
Pohled z věže kostela sv. Jakuba, fotil Josef Homolka roku 1867. V pozadí je vidět Žlutý kopec a Kraví hora.
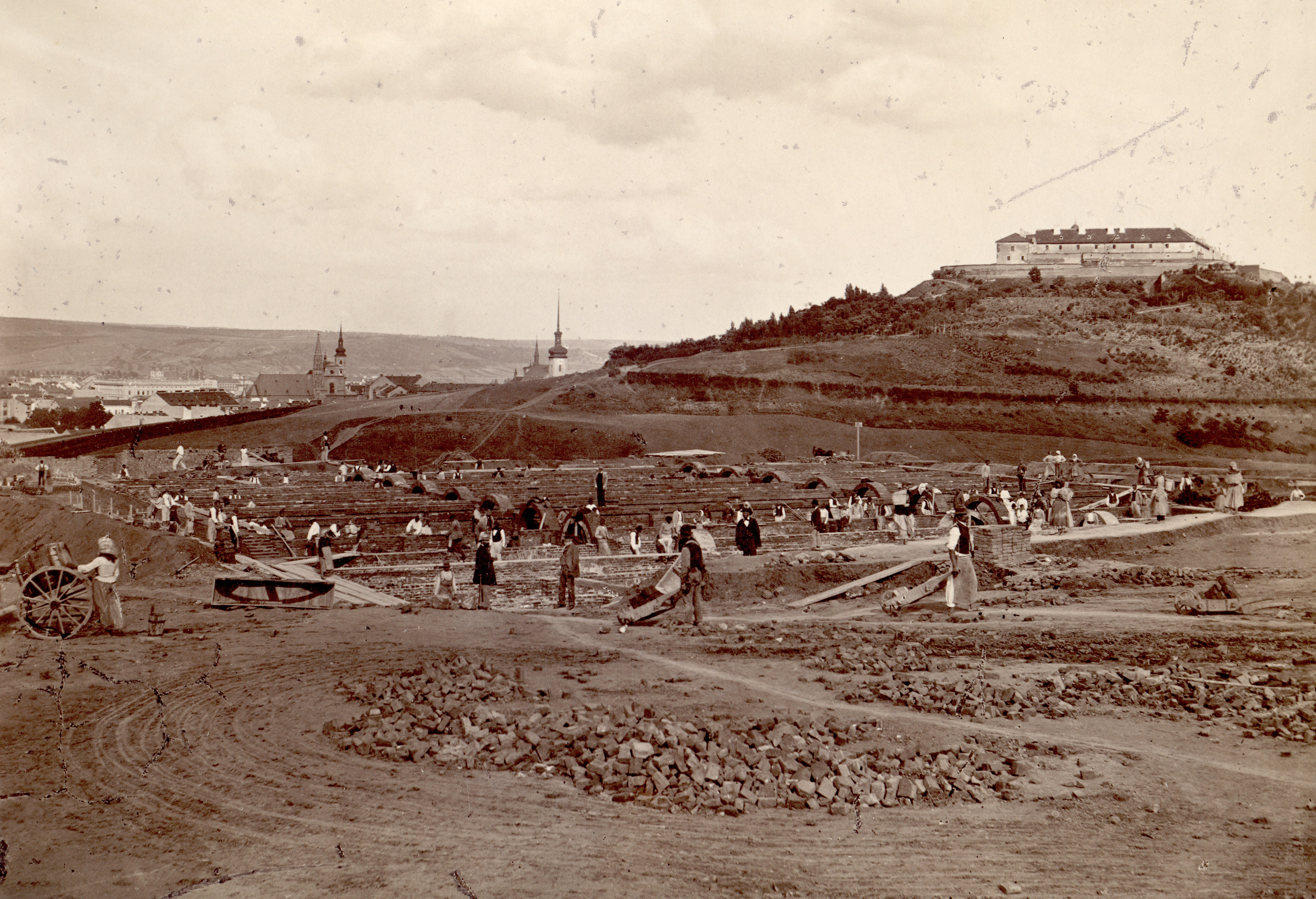
Stavba vodojemu, foceno před rokem 1900.
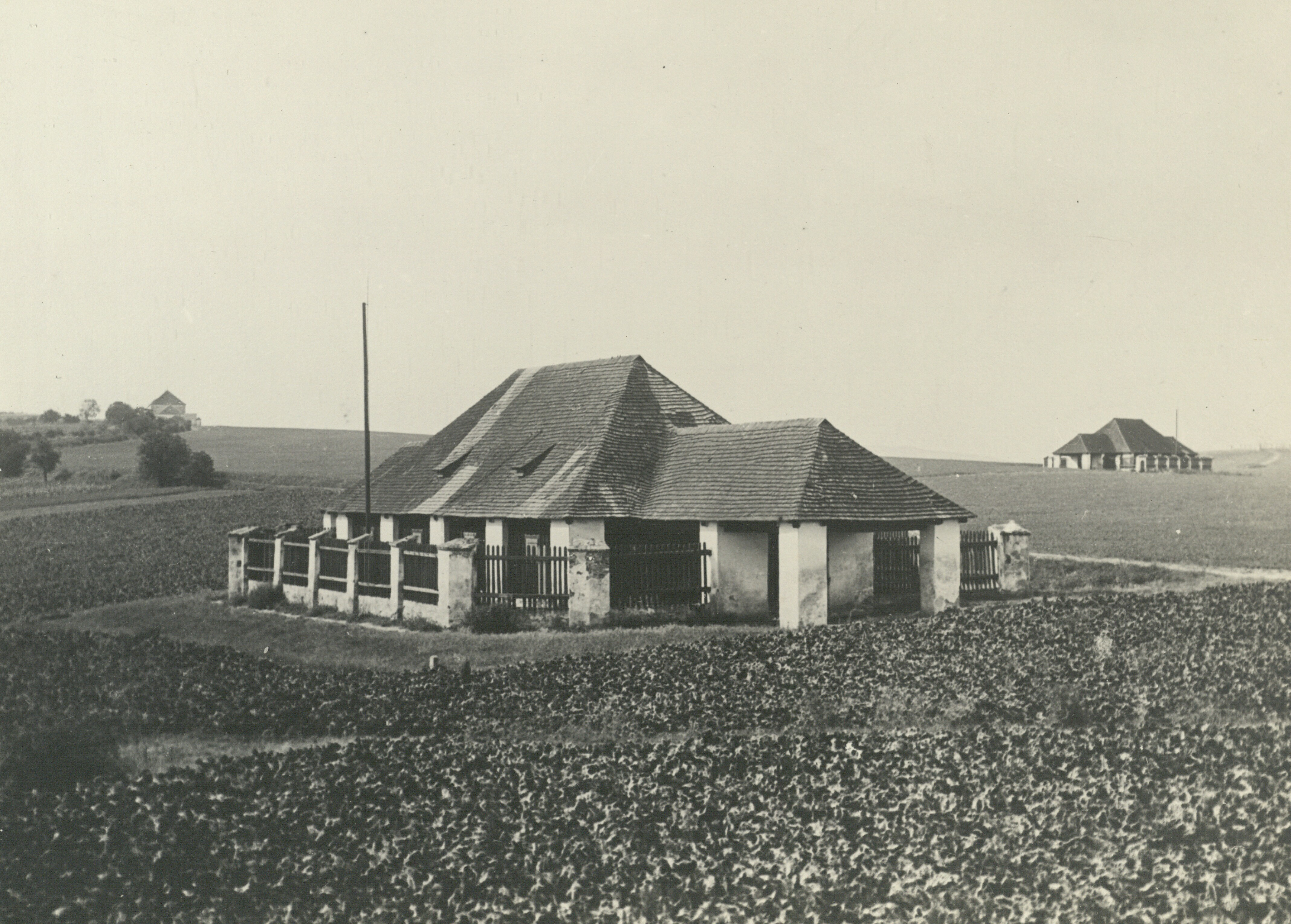
Prachárny na Žlutém kopci, foceno roku 1897.

## Charakter

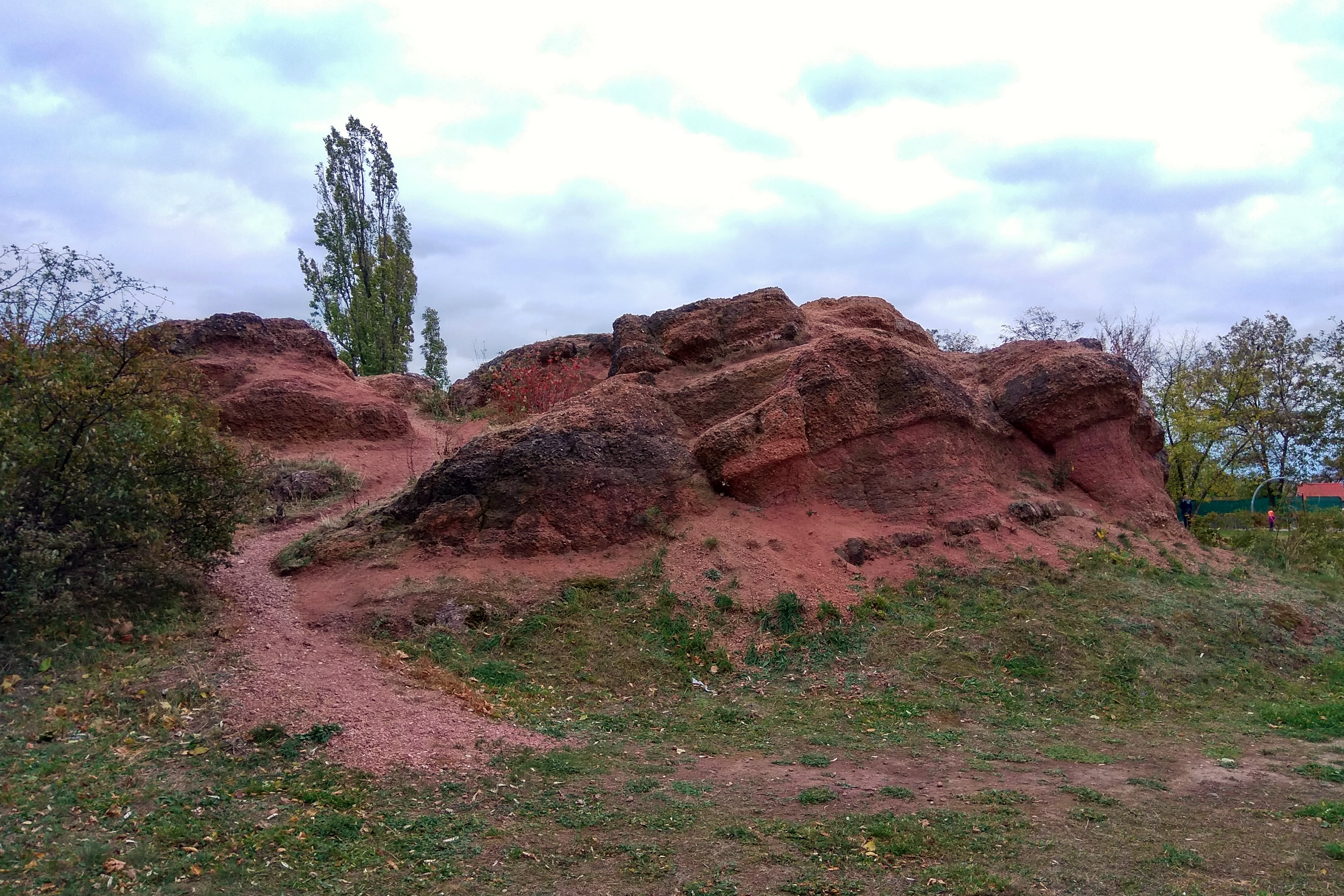
Skalní útvar Helgoland

Naprostá většina Žlutého kopce je zastavěná, a to hodnotnou vilovou nebo (výjimečně) nízkou bytovou zástavbou zvanou Masarykova čtvrť. Lokalita je díky svému urbanismu, klidu a zároveň blízkosti centra města považována za jednu z nejlepších adres v Brně. Administrativně náleží do městské části Brno-střed, katastrální území Stránice, obklopené po úbočích k. ú. Staré Brno, Pisárky, Žabovřesky a Veveří. 
Vrchol kopce je složen z drobnozrnného až střednězrnného křemene a plagioklasu.
V běžném pojetí se jako Žlutý kopec (lidově zvaný Žluťák) chápe především jihovýchodní hrana celého masivu, spočinek v okolí Vaňkova náměstí a Masarykova onkologického ústavu, s blízkou ulicí Žlutý kopec. V tomto prostoru se také nachází významný krajinný prvek, rozsáhlý skalní výchoz zvaný Helgoland. Na nejvyšším bodě masivu na opačném, severozápadním konci, je umístěno Biskupské gymnázium Brno. Západně až severně od něj navazuje lesopark Wilsonův les.

## Dostupnost
Žlutý kopec je dostupný po ulici Lipové z pisárecké strany nebo po ulici Tvrdého ze směru od centra. Zajíždí sem autobusová linka 68, trolejbusové linky 35, 38 a 39 a noční autobusová linka N95. Po severním úbočí vede tramvajová linka 4 a noční autobusová linka N89. Turistické značené trasy tudy nevedou.

## Odraz v kultuře
Básník Petr Bezruč, dlouhodobě působící v Brně, zmínil Žlutý vrch ve svých básních „Stužkonoska modrá“ a „Labutinka“.